# Balthasar Friedrich Hartung
Balthasar Friedrich Hartung († vor 1755) war ein königlich-polnischer und kurfürstlich-sächsischer Bergrat, der insbesondere durch die Entwicklung einer Feuermaschine zur Wasserhebung bekannt wurde.

## Leben und Wirken
Hartung trat nach erlangter Schulbildung und einem mehrjährigen Studium für sieben Jahre in den Dienst des polnisch-sächsischen König-Kurfürsten August dem Starken aus dem Haus der Wettiner, der ihn zum Bergrat ernannte. Sein Dienstort wurde Annaberg im Erzgebirge. 
1710 erhielt er die Konzession, mit Hilfe von Steinkohlen im Sächsischen Erze zu schmelzen. Als Bergmeister unterbreitete er beispielsweise 1713 dem Oberhüttenamt gemeinsam mit dem Bergmeister zu Freiberg, Johann Andreas Süße, wegen Einführung der Generalschmelzadministration Vorschläge und Bedenken. Bekanntheit erlangte er jedoch durch sein persönliches Zusammentreffen mit Zar Peter I. in Karlsbad. Er stellte diesem dort eine selbst entwickelte Feuermaschine zur Wasserhebung in den Erzgruben vor. Den Prototyp dazu hatte er zuvor in Annaberg dem Oberhofmarschall Woldemar von Löwendal vorgeführt und danach auf eigene Kosten in Ilmenau eine derartige Wasserhebemaschine errichtet. Die Hoffnung, den Zaren von dieser Maschine überzeugen zu können und in Russland Abnehmer dafür zu finden, erfüllte sich nicht. 
1716 war Hartung in Leipzig ansässig und bot seine Maschine im ungarischen Bergbaugebiet von Schemnitz an, wo er vermutlich aufgrund von Mängeln in der Konstruktion keinen Käufer fand.
1740 war Hartung im Berg-Amtshaus in Kamsdorf aktiv und berichtete dem kursächsischen Bergrat Johann Friedrich Henkel über seine wissenschaftlichen Erfolge bei der Erzverarbeitung und der Verwendung der Potterschen Feuermaschine. Sein entsprechendes Schreiben erschien 1795 in Druck.